# Jansen Harkins
Jansen Harkins (Cleveland, Ohio, 23 de mayo de 1997) es un jugador profesional estadounidense de hockey sobre hielo que se desempeña en la posición de centro en Pittsburgh Penguins, equipo de la National Hockey League (NHL).

## Carrera
Fue seleccionado en la segunda ronda en la NHL Entry Draft de 2015. En 2019 hizo su debut profesional con el equipo Winnipeg Jets, en el cual jugó cuatro temporadas (2019-2023), después pasó a Pittsburgh Penguins, donde lleva jugando una temporada.